# Стоян Антов
Стоян Иванов Антов (понякога Антонов) е български революционер, войвода на Вътрешната македонска революционна организация.

## Биография
Роден е в 1884 година в тиквешкото село Мързен Ораовец, тогава в Османската империя, днес в Северна Македония. Получава прогимназиално образование. След Междусъюзническата война през лятото на 1913 година е войвода в Тиквешко заедно с Атанас Калчев, а по-късно действа в Кочанско.
След Първата световна война участва във възстановяването на революционната организация и от 1919 година е войвода в Тиквеш.
Лидерът на ВМРО Иван Михайлов пише за Атанас Калчев и Антов:
| „ | Калчев бе смел човек, но малко грубичък и необразован. Стоян Антов бе също смел, но доста буден човек, макар и неговото образование да не бе голямо. | “ |

Антов е убит на 8 ноември 1921 година от органи на полицията при конфликта на ВМРО с правителството на БЗНС.